# Hydnotryopsis setchellii
Hydnotryopsis setchellii är en svampart som beskrevs av Gilkey 1916. Hydnotryopsis setchellii ingår i släktet Hydnotryopsis och familjen Pezizaceae.   Inga underarter finns listade i Catalogue of Life.